# 曼萨 (克勒兹省)
曼萨（法語：Mainsat，法語發音：[mɛ̃sa]）是法国克勒兹省的一个市镇，属于欧比松区。

## 地理
曼萨（46°3'9"N, 2°23'12"E）面积34.81 平方千米，位于法国新阿基坦大区克勒兹省，该省份为法国中部省份，位于法國中央高原西北部，北起安德尔省和谢尔省，西接维埃纳省，南至科雷兹省，东临多姆山省，东北与阿列省接壤。
与曼萨接壤的市镇（或旧市镇、城区）包括：阿尔弗耶-沙坦、新比西耶尔、尚帕尼亚、吕佩尔萨、萨纳、拉塞尔-旧比西耶尔、圣普列斯特。

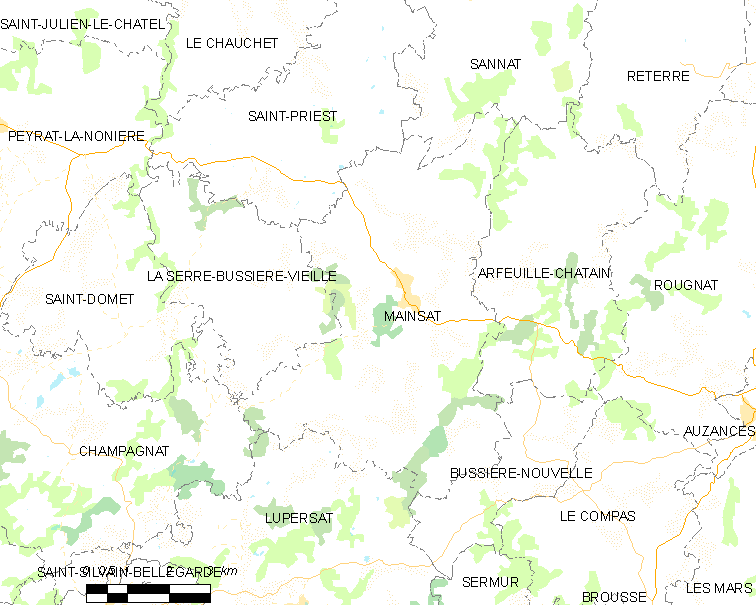
的OSM定位图

曼萨的时区为UTC+01:00、UTC+02:00（夏令时）。

## 行政
曼萨的邮政编码为23700，INSEE市镇编码为23116。

## 政治
曼萨所属的省级选区为欧比松县。

## 人口

1962-2008年间人口变化图示

曼萨于2022年1月1日时的人口数量为532人。